# Emma Arnold
 (août 2023).
Pour les articles homonymes, voir Arnold.
Emma Arnold, née le 17 avril 1898 à Strasbourg, est une survivante de la Shoah.

## Biographie

### Enfance et vie de famille
Emma Arnold est originaire de la région de Strasbourg,.

### Parcours
Emma est libérée par l'armée française en 1945. Elle retrouve son mari et sa fille à son retour à Mulhouse.